# Социалистический рабочий спортивный интернационал
Социалисти́ческий рабо́чий спорти́вный интернациона́л (аббрев. СРСИ, от нем. Sozialistische Arbeiter Sportinternationale (SASI), также Люце́рнский спорти́вный интернациона́л сокр. Люце́рнский спортинте́рн аббрев. ЛСИ Luzerner Sportinternationale (LSI)) — социал-демократическая рабочая спортивная международная организация, созданная 2-м Интернационалом в сентябре 1920 года в Люцерне после Первой империалистической войны.
Социал-демократический Люцернский спортивный интернационал (ЛСИ) был задуман как альтернатива франко-английскому олимпийскому движению (МОК). Созданный годом позже, в 1921 году, коммунистический Красный спортивный интернационал (КСИ) был задуман как альтернатива и социал-демократическому ЛСИ и буржуазному МОК.

## История
До Первой мировой войны
10 мая 1913 года в Генте (Бельгия) была основана Association Socialiste Internationale d’Education physique, состоявшая из социал-демократических спортивно-гимнастических обществ Европы (Бельгии, Франции, Британии, Германии, Австрии), которая распалась с началом Первой мировой войны. На сентябрь 1914 года был запланирован конгресс во Франкфурте, который не состоялся.
Межвоенный период
13—14 сентября 1920 года в Люцерне (Швейцария) 2-м Интернационалом был основан Люцернский спортивный интернационал (ЛСИ, Luzerner Sportinternationale (LSI), также названный Internationaler Arbeiter-Verband für Sport und Körperkultur) с делегатами из Бельгии, Финляндии, Франции, Германии, Британии, Швейцарии, Чехии. Учредительный конгресс опубликовал программную декларацию с призывом к борьбе против капитализма, национализма и милитаризма, призвав к объединению пролетариев-спортсменов всех стран мира. После создания 3-м Интернационалом годом позднее коммунистического КСИ, ЛСИ противопоставлял ему свою деятельность и исключал из своих рядов за связь с КСИ.
2 ноября 1925 года на конгрессе в Париже (Франция) название было изменено на Internationaler sozialistischer Verband für Arbeitersport und Körperkultur, было зафиксировано разногласие с КСИ и запрещено участие в рабочих спартакиадах КСИ.
В августе 1927 года в Гельсингфорсе (Финляндия) на 4-м конгрессе ЛСИ произошла реорганизация, ЛСИ перешёл под непосредственное управление 2-м Интернационалом, политика ЛСИ в отношении КСИ стала враждебной, ЛСИ требовал бойкотировать Спартакиады зимой в Осло, в июле в Праге и в августе в Москве как «чисто коммунистических предприятий, разрушающих единство рабочего спорта».
В 1926—1928 годах ЛСИ обладал рядом спортивных школ, издательств, газет и журналов. На лейпцигском конгрессе Немецкого рабочего спортивного союза, отделения ЛСИ, было решено работать вместе с «Республиканским флагом» и «Республиканским комитетом молодёжи», в которые также входили молодёжные фашистские организации.
8 января 1928 года ЛСИ была реорганизована в Sozialistische Arbeiter Sportinternationale (SASI) и стремилась милитаризировать спорт с идеей национализма и мирного сотрудничества пролетариата и буржуазии.
12 октября 1929 года в Праге (Чехословакия) открылся V конгресс ЛСИ. На повестке конгресса были рассмотрены: 2-я международная олимпиада в Вене в 1931 году, социалистическое воспитание, женщина и физическая культура, значение футбольного спорта. Причиной разрыва отношений ЛСИ с КСИ была объявлена «систематическая травля» со стороны КСИ. В качестве почётных гостей на конгресс были приглашены представители 2-го интернационала и Лиги Наций (Международное бюро труда). На второй день конгресса, 13 октября, были изгнаны представители английской секции ЛСИ.
В 1934 году, после нацистского переворота в Германии и австрофашистского в Австрии, SASI была распущена.
После Второй мировой войны
30 мая 1946 года в Брюсселе (Бельгия) организация была восстановлена под французским названием Comité Sportif International du Travail (CSIT) и связана с МОК. В 1973 году CSIT стала членом ГАИСФ. 31 октября 1986 года CSIT стала членом МОК. В 1993 году штаб-квартира организации была перенесена в Эйлат (Израиль) и названа Confédération Sportive Internationale du Travail (CSIT). С 2008 года CSIT организует Всемирные спортивные игры. В 2009 году штаб-квартира переместилась в Вену (Австрия). В 2011 году на конгрессе в Рио-де-Жанейро стала открытой для любительского спорта, поэтому CSIT была переименована в Confédération Sportive Internationale Travailliste et Amateur (CSIT).